# Ферверд
Ферверд (нід. Feerwerd, нід. вимова: [ˈfeːr.ʋərt]) — село в нідерландській провінції Гронінген. Входить до муніципалітету Вестерквартір.
Його площа становить 0,18км², а населення станом на 2021 рік складало 520 осіб.

## Галерея

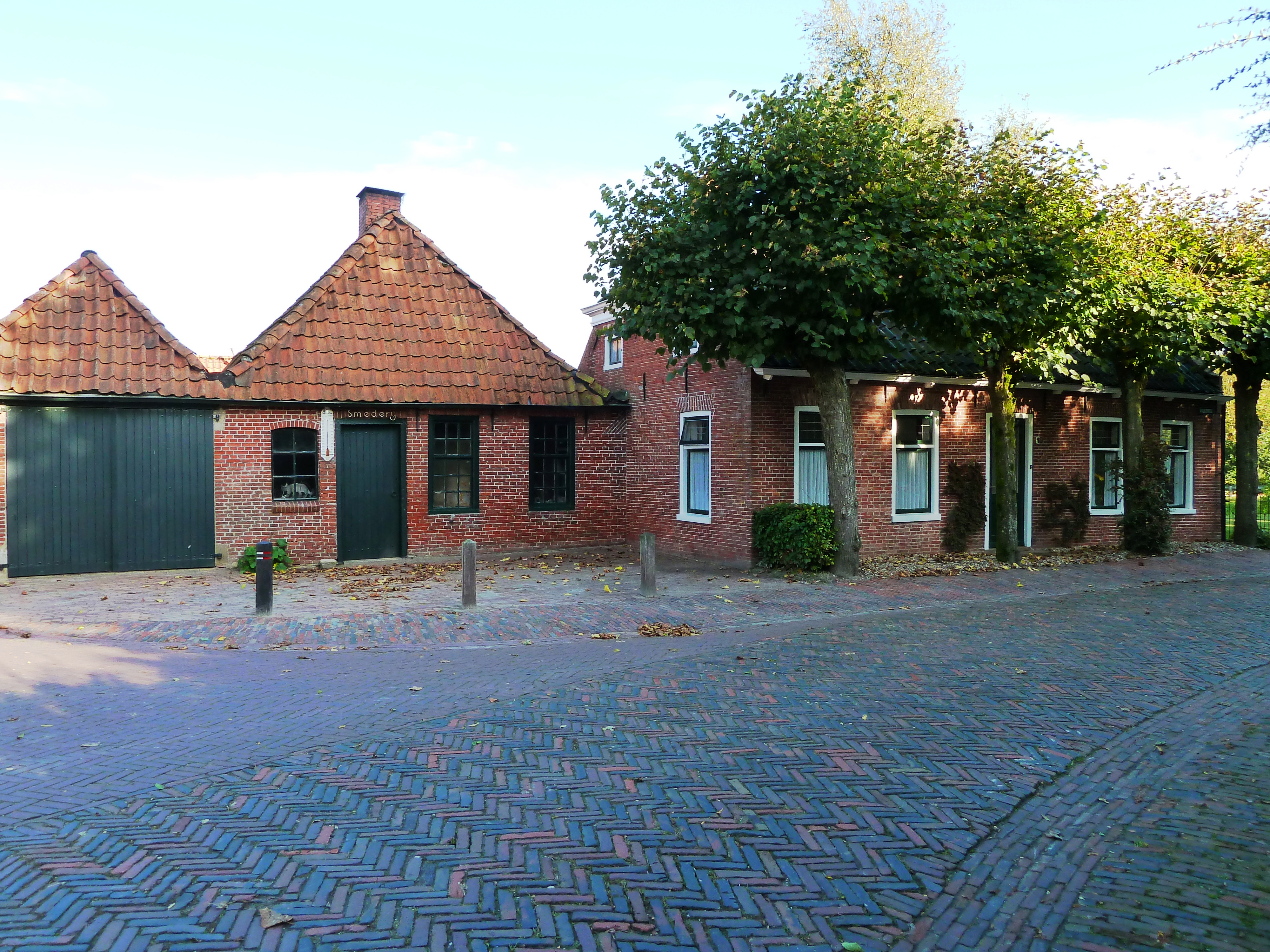
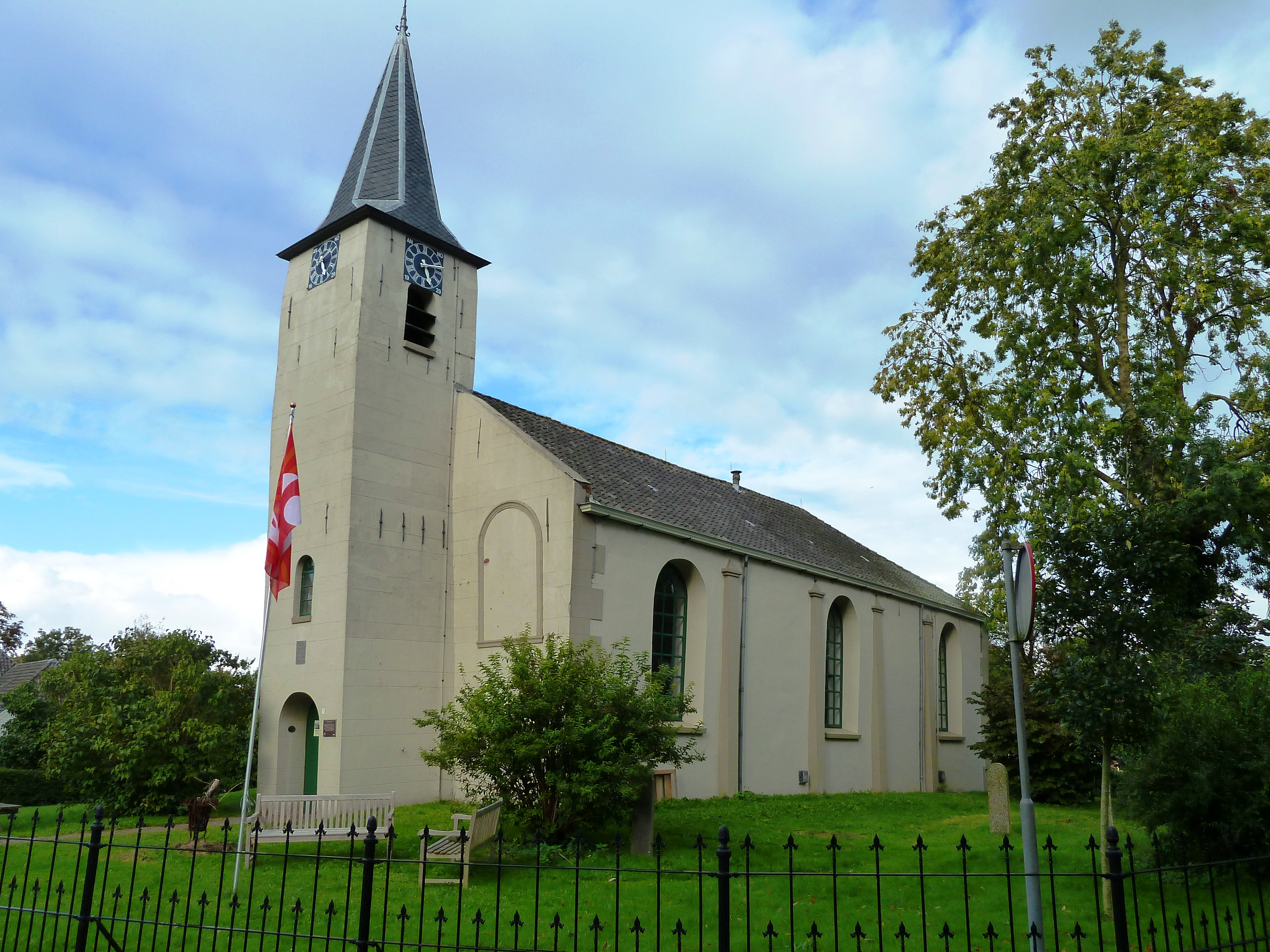
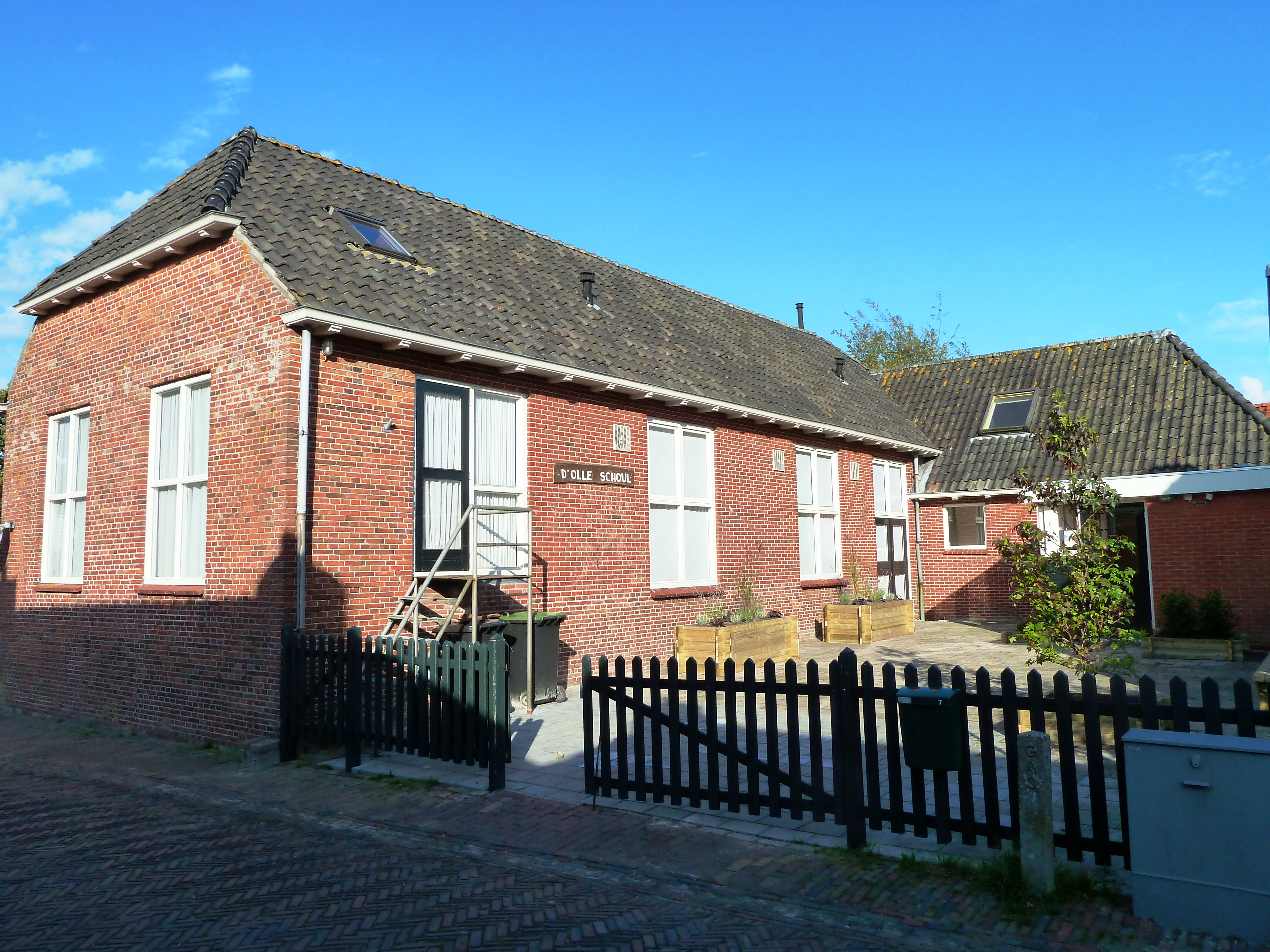
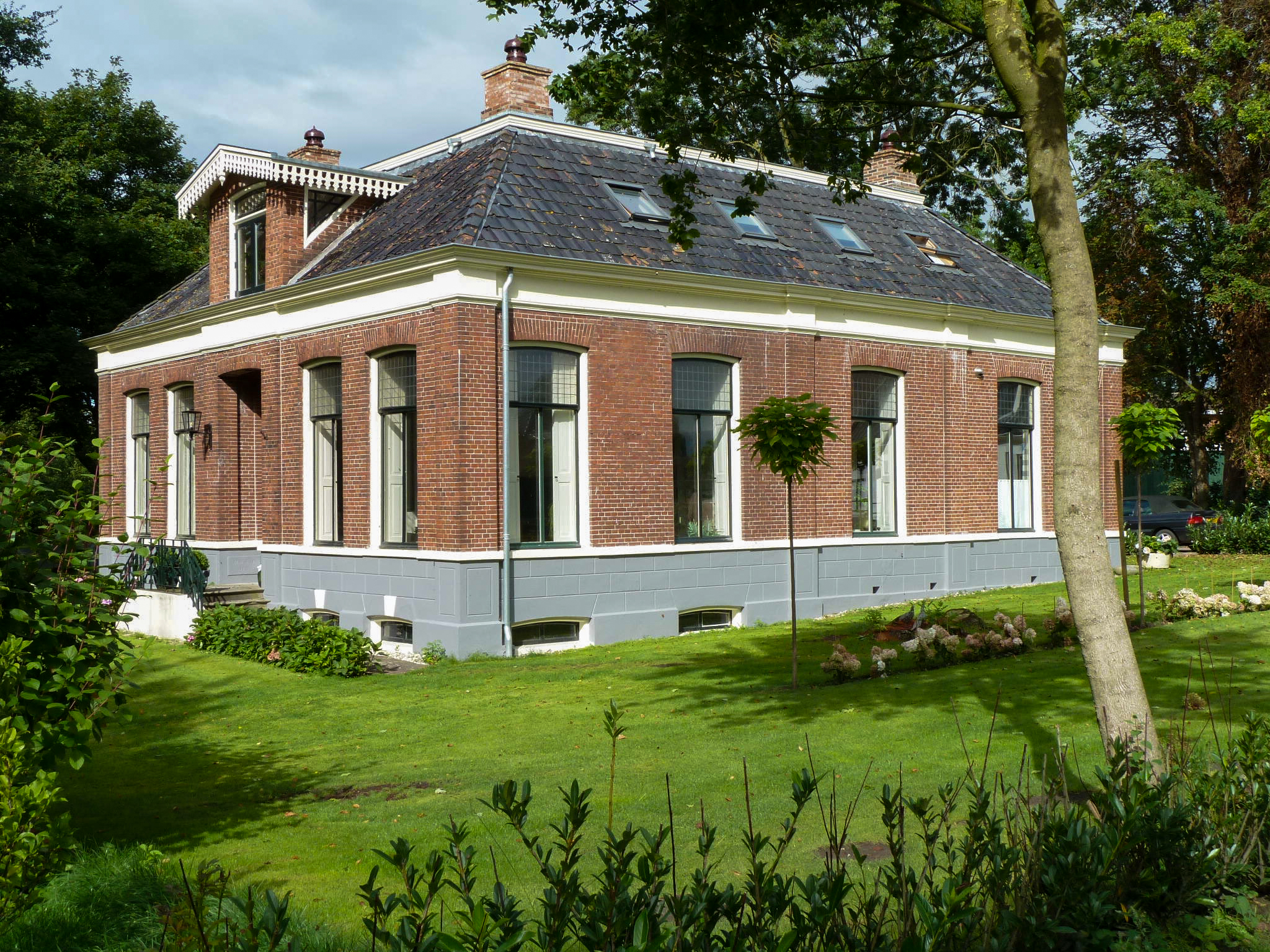